# Eino Tukiainen
Eino Tukiainen (Vyborg, 1º gennaio 1915 – Helsinki, 2 febbraio 1975) è stato un ginnasta finlandese.

## Palmarès

### Olimpiadi
- 1 medaglia:
  - 1 bronzo (Berlino 1936 a squadre)